# Bardstown (Kentucky)

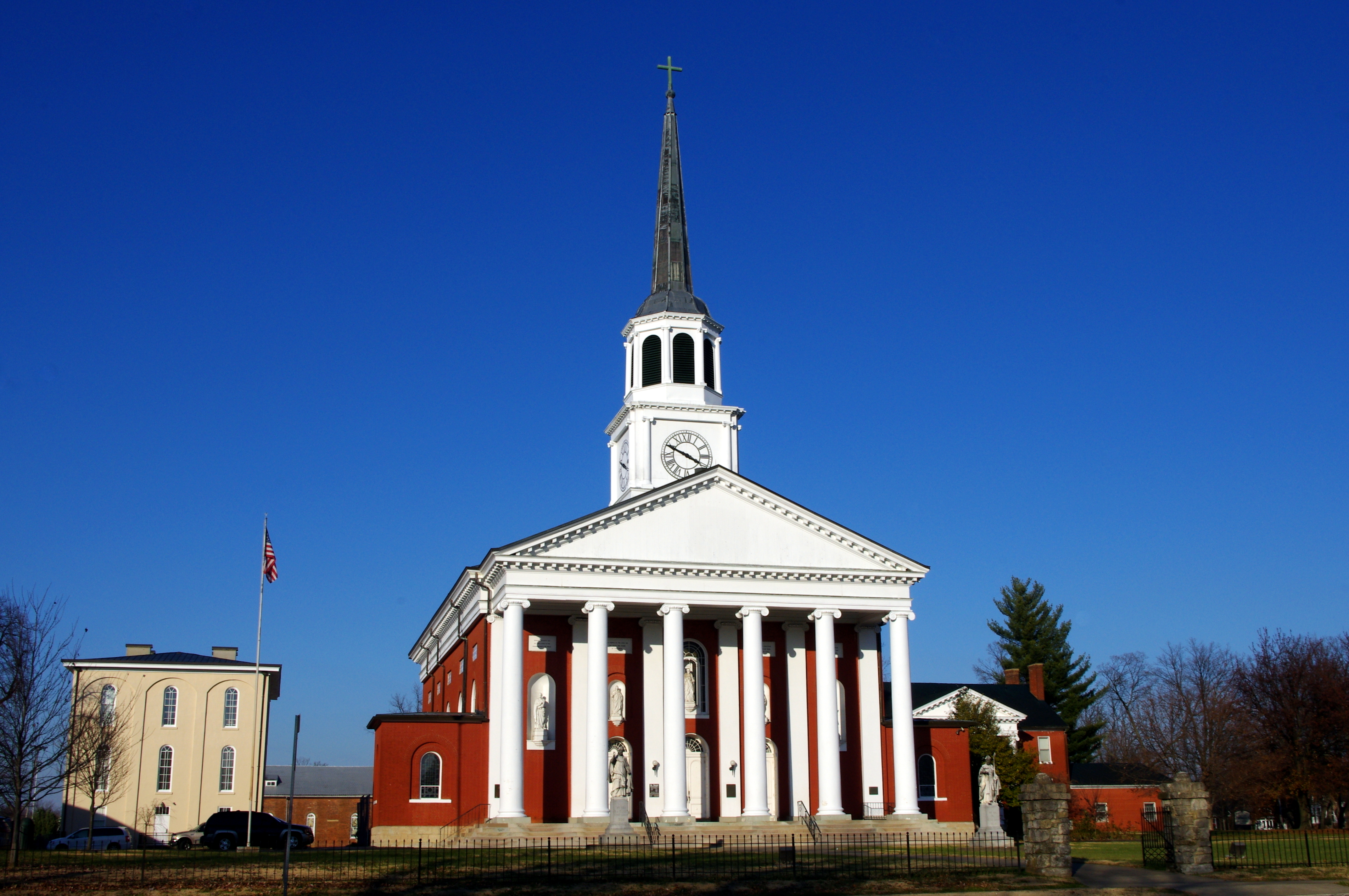
Basilica of Saint Joseph Proto-Cathedral, älteste katholische Kathedrale westlich der Allegheny Mountains

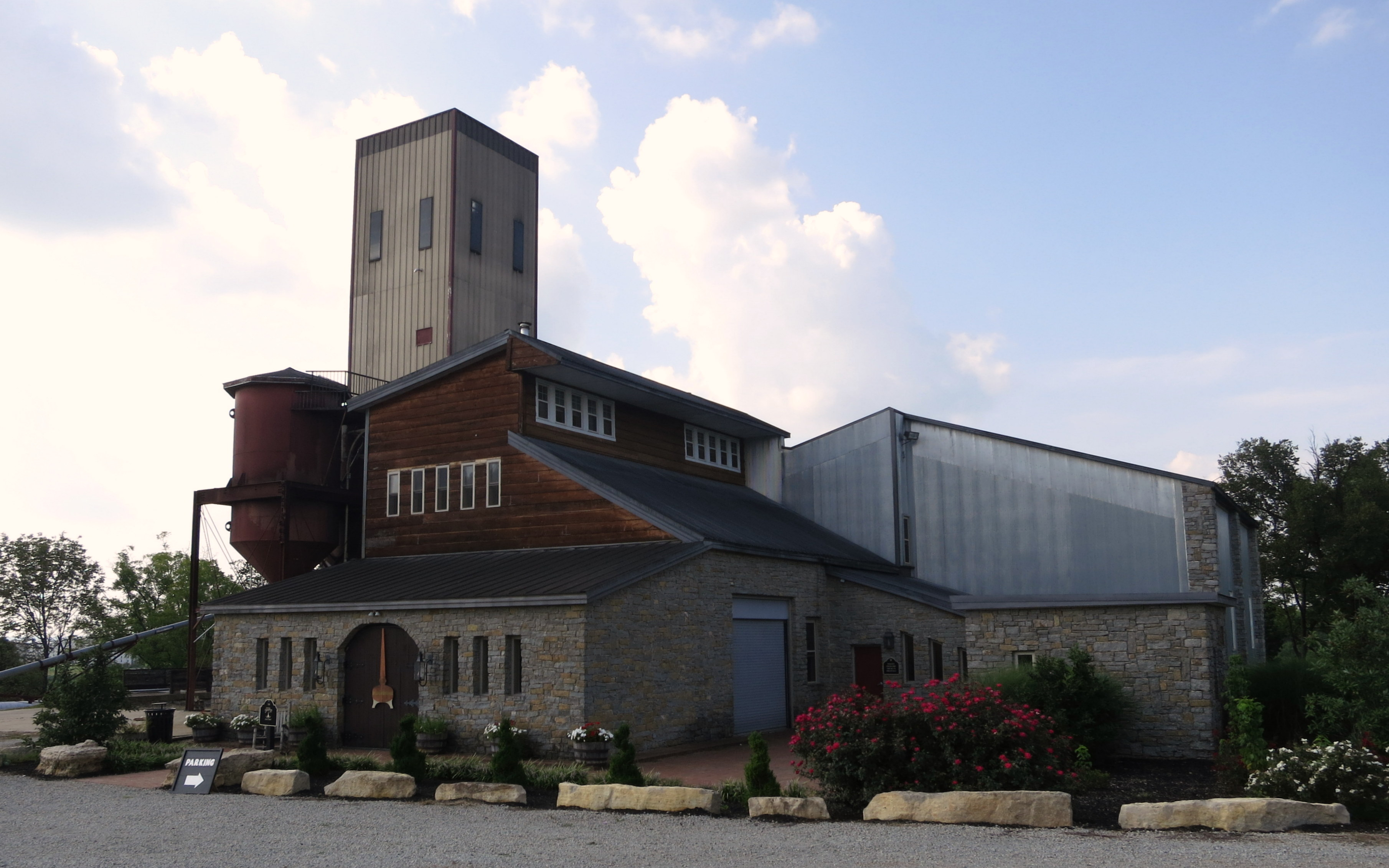
Willett. Die kleinste der fünf Whiskey-Destillerien aus Stadt und Umland.

Bardstown ist eine Kleinstadt in der Bluegrass Region des US-Bundesstaats Kentucky. Die Stadt ist Verwaltungssitz des Nelson Countys. Das U.S. Census Bureau hat bei der Volkszählung 2020 eine Einwohnerzahl von 13.567 ermittelt.
Mit einer offiziellen Gründung 1788 ist Bardstown die zweitälteste Stadt in Kentucky. Das 1808 gegründete Bistum Bardstown war das erste katholische Bistum in den USA westlich der Appalachen und zeitweise für das gesamte Gebiet zwischen Appalachen und Mississippi River zuständig.
Die historische Innenstadt ist als Historic District im National Register of Historic Places gelistet. Bardstown liegt inmitten des Bourbon Countries, aus dem ein Großteil des weltweit produzierten Bourbon Whiskeys kommt. In Bardstown und seinen Vororten liegen mit Jim Beam, Heaven Hill, Barton 1792, Willett und Maker’s Mark gleich fünf der großen Bourbon-Distillerien. Die Stadt bewirbt sich selbst als Bourbon Capital of the World, in der Innenstadt liegt das Oscar Getz Museum of Whiskey History und einmal im Jahr findet das Kentucky Bourbon Festival in der Stadt statt.

## Geschichte
Die ersten Siedler ließen sich in der Gegend 1770 nieder und nannten ihre Siedlung Salem. 1780 erhielt David Bard 100 Acre Land durch den damaligen Gouverneur von Virginia Patrick Henry und begann eine Stadt an der Stelle anzulegen. Siedler aus Maryland, Virginia und Pennsylvania kauften einzelne Landstücke von Bard. Eine größere Siedlung entstand, die sich 1788 als Stadt gründete. Mit 216 Einwohnern war Bardstown im Jahr 1790 die drittgrößte Stadt Kentuckys.

## Stadtbild
Insgesamt sind mehr als 200 Gebäude in Bardstown im National Register of Historic Places eingetragen. Das historische Stadtzentrum wird vom Nelson County Courthouse dominiert. Die Basilica of St. Joseph Proto-Cathedral – die erste katholische Kathedrale der USA westlich der Allegheny Mountains.

## Tourismus
Wichtigstes wirtschaftliches Standbein der Stadt ist der Tourismus. Neben den diversen Attraktionen mit Bourbon-Bezug sind beliebte Touristenziele auch die Old Talbott Tavern, Restaurant und Bar im Original aus dem Jahr 1799 und der My Old Kentucky Home State Park. Nach Federal Hill, dem Gebäude, das das Zentrum des State Parks bildet, soll die Hymne Kentuckys, My Old Kentucky Home, entstanden sein.
Die fünf Whiskey-Destillerien bieten Führungen an.

## Söhne und Töchter der Stadt
- Ignatius Aloysius Reynolds (1798–1855), römisch-katholischer Bischof von Charleston
- Robert C. Wickliffe (1819–1895), Politiker und Gouverneur von Louisiana
- William Nelson Rector Beall (1825–1883), Brigadegeneral des konföderierten Heeres im Sezessionskrieg
- J. C. W. Beckham (1869–1940), Politiker und Gouverneur von Kentucky
- Robert C. Wickliffe (1874–1912), Politiker
- Wallace S. Murray (1887–1965), Diplomat
- Francis Ridgley Cotton (1895–1960), römisch-katholischer Bischof von Owensboro
- Harold G. Moore (1922–2017), Offizier der US Army